# Superordine
Nella tassonomia, il sistema scientifico di classificazione gerarchica degli organismi viventi, il superordine è la categoria sistematica, gerarchicamente inferiore al Magnordine e superiore all'ordine